# Aszaló
Aszaló ist eine Gemeinde im Komitat Borsod-Abaúj-Zemplén.

## Geografische Lage
Aszaló liegt im Norden Ungarns, 18 Kilometer nordöstlich vom Komitatssitz Miskolc entfernt.
Nachbargemeinden sind Csobád 9 km, Halmaj 6 km und Kázsmárk 9 km.
Die nächste Stadt Szikszó ist etwa 5 km von Aszaló entfernt.